# Adams Square (California)
Adams Square es un área no incorporada ubicada en el condado de Los Ángeles en el estado estadounidense de California.

## Geografía
Adams Square se encuentra ubicada en las coordenadas 34°8′1″N 118°14′28″O / 34.13361, -118.24111.